# いいくらし
「いいくらし」は、日本の女性アイドルグループ、チームしゃちほこの6枚目のシングル。2014年5月14日にワーナーミュージック・ジャパンから発売された。

## 概要
DVDが付いた初回生産限定盤初回限定「野郎盤」・「乙女盤」とCDのみの「全国盤」・「名古屋・会場限定盤」の4形態で発売。
自身のライブツアー「Zepp FINAL!2014～ありがとうを伝えたくて～」のチケット購入につき、特別仕様盤が付いてくる。特別仕様盤は全共通の2曲が収録され、ジャケットは他と異なるデザインになっている。
ジャケットではメンバー6人がそれぞれ派手な頭飾りと衣装で“いいくらし”を表現しているが、ジャケット撮影時、坂本遥奈が高校受験の追い込み時期であったため参加できず、名前に「ハル」が入っていることと、「いいくらし」のサビで連呼される「いい」は英語で「グー(good)」となることから、代役として芸人のエド・はるみに白羽の矢が立った。撮影を欠席した坂本はジャケットの裏表紙に1人で大きく登場している。

## 楽曲解説

### いいくらし
「いいくらし」の作・編曲を担当した吉田哲人は、ナタリーとのインタビューでアシッドハウスを意識した曲調にしたと話しており、ハ短調ではあまり使用されない嬰ヘの音を多用したと話している。メンバーの咲良菜緒は曲調について、「最初はなんだろうと思ったが、聴いているうちに笹のようなものがぞわぞわと現れる感じがしていて、それが快感になった」と話している。
また、メンバーの安藤ゆずは、2013年に発売されたシングル「首都移転計画」及び「愛の地球祭」とは異なり、「いいくらし」には何か別のメッセージがあるのではないかと思ったと話している。

## 収録曲

### 野郎盤・乙女盤・全国盤
1. いいくらし
作詞：もちいしりり / 作曲・編曲：吉田哲人
2. エンジョイ人生
作詞・作曲・編曲：浅野尚志
3. 大好きっ!
作詞・作曲：浅利進吾 / 編曲：h-wonder
4. いいくらし Off Vocal Ver.
5. エンジョイ人生 Off Vocal Ver.
6. 大好きっ! Off Vocal Ver.

#### 初回限定「野郎盤」付属DVD
※ 野郎NIGHT2014＠EX THEATER ROPPONGI 2014.2.21
1. 勝手にハイブリッド
2. ザ・スターダストボウリング
3. 乙女受験戦争

オマケ：箱の中身はなんでしょう?

#### 初回限定「乙女盤」付属DVD
1. 恋人はスナイパー
2. 首都移転計画
3. そこそこプレミアム

オマケ：GGC（ギロッポンガールズコレクション）

### 名古屋・会場限定盤
1. いいくらし
2. エンジョイ人生
3. チームしゃちほこの野菜生活体操
作詞・作曲：田尻知之（note native）、本澤尚之、Kon-K / 編曲：田尻知之（note native）、本澤尚之
カゴメ「野菜生活100」タイアップソング[6]
4. いいくらし Off Vocal Ver.
5. エンジョイ人生 Off Vocal Ver.
6. チームしゃちほこの野菜生活体操 Off Vocal Ver.

## いいくらしEP
2014年8月20日にHMV限定販売で12インチアナログレコード「いいくらしEP」が発売された。オリジナルバージョンの「いいくらし」に加え、テクノ・ハウスDJのGonnoによる同曲のミニマルでバレアリックなリミックス音源とDr.Tettoによるテックハウスリミックスを収録。HMV record shopとHMV栄店では同年8月13日から先行販売された。

SIDE A
1. Gonno / "Shut It Horror Core" Dub

SIDE B
1. Dr.Tetto / More Today Than Yesterday Mix
2. Original Japanese Vocal（いいくらし オリジナルバージョン）